# Bilan saison par saison de l'USM Alger
Le bilan par saison de Union sportive de la médina d'Alger présente ses résultats en championnat et dans les différentes coupes depuis sa création le 5 juillet 1937.
Cet article présente le bilan saison par saison de l'Union sportive de la médina d'Alger depuis ses débuts en compétition en 1937 jusqu'à nos jours.
Le tableau ci-dessous propose le détail des résultats de l'USM Alger par saison. Dans l'ordre des colonnes, on trouve les années de la saison, le championnat auquel le club participe, les résultats en championnat, en Coupe d'Algérie, en Coupe de la Ligue, en Coupe d'Afrique, puis le nom et le nombre de buts marqués par le meilleur buteur du club lors du championnat.

## Bilan saison par saison de l'USM Alger
| Saison    | Championnat | Championnat | Championnat | Championnat | Championnat | Championnat | Championnat | Championnat | Championnat | Championnat | Coupe           | Supercoupe  | Coupe d'Afrique | Coupe d'Afrique               | Coupe régionale | Coupe régionale | Meilleur buteur      | Meilleur buteur |
| Saison    | Div.        | Rang        | Pts         | J           | G           | N           | P           | Bp          | Bc          | Diff        | Coupe           | Supercoupe  | Type            | Résultat                      | Type            | Résultat        | Nom                  | Buts            |
| --------- | ----------- | ----------- | ----------- | ----------- | ----------- | ----------- | ----------- | ----------- | ----------- | ----------- | --------------- | ----------- | --------------- | ----------------------------- | --------------- | --------------- | -------------------- | --------------- |
| 1962-1963 | 1           | 1er         | 70          | 24          | 21          | 2           | 1           | 95          | 11          | +84         | Demi-finale     |             | -               | -                             | -               | -               | -                    | -               |
| 1963-1964 | 1           | 3e          | 74          | 30          | 19          | 6           | 5           | 69          | 23          | +46         | Demi-finale     |             | -               | -                             | -               | -               | Meziani              | 19              |
| 1964-1965 | 1           | 16e         | 54          | 30          | 8           | 8           | 14          | 36          | 44          | -8          | 32e de finale   |             | -               | -                             | -               | -               | Meziani              | 11              |
| 1965-1966 | 2           | 2e          | 73          | 30          | 18          | 7           | 5           | 53          | 22          | +33         | 8e de finale    |             | -               | -                             | -               | -               | -                    | -               |
| 1966-1967 | 2           | 5e          | 36          | 18          | 6           | 6           | 6           | 26          | 20          | +4          | Demi-finale     |             | -               | -                             | -               | -               | Meziani              | 8               |
| 1967-1968 | 2           | 5e          | 45          | 22          | 8           | 7           | 7           | 29          | 23          | +6          | 8e de finale    |             | -               | -                             | -               | -               | Meziani              | 7               |
| 1968-1969 | 2           | 2e          | 51          | 22          | 11          | 7           | 4           | 44          | 26          | +18         | Finale          |             | -               | -                             | -               | -               | Aissaoui             | 11              |
| 1969-1970 | 1           | 5e          | 43          | 22          | 7           | 7           | 8           | 34          | 32          | +2          | Finale          |             | -               | -                             | CMVC            | Finale          | Tchalabi             | 10              |
| 1970-1971 | 1           | 5e          | 45          | 22          | 7           | 9           | 6           | 37          | 32          | +5          | Finale          |             | -               | -                             | CMVC            | Demi-finale     | Meziani Tchalabi     | 10              |
| 1971-1972 | 1           | 15e         | 55          | 30          | 9           | 7           | 14          | 38          | 47          | -9          | Finale          |             | -               | -                             | -               | -               | Meziani              | 8               |
| 1972-1973 | 2           | 2e          | -           | -           | -           | -           | -           | -           | -           | -           | Finale          |             | -               | -                             | -               | -               | -                    | -               |
| 1973-1974 | 2           | 1er         | -           | -           | -           | -           | -           | -           | -           | -           | 16e de finale   |             | -               | -                             | -               | -               | -                    | -               |
| 1974-1975 | 1           | 5e          | 63          | 30          | 13          | 7           | 10          | 48          | 36          | +12         | 16e de finale   |             | -               | -                             | -               | -               | Zidane, Guedioura    | 10              |
| 1975-1976 | 1           | 4e          | 66          | 30          | 14          | 8           | 8           | 52          | 29          | +23         | 16e de finale   |             | -               | -                             | -               | -               | -                    | -               |
| 1976-1977 | 1           | 11e         | 47          | 26          | 7           | 7           | 12          | 32          | 36          | -4          | Quart de finale |             | -               | -                             | -               | -               | -                    | -               |
| 1977-1978 | 1           | 5e          | 54          | 26          | 11          | 6           | 9           | 40          | 26          | +14         | Finale          |             | -               | -                             | -               | -               | -                    | -               |
| 1978-1979 | 1           | 12e         | 48          | 26          | 7           | 8           | 11          | 30          | 40          | -10         | Quart de finale |             | -               | -                             | -               | -               | -                    | -               |
| 1979-1980 | 1           | 15e         | 54          | 30          | 7           | 11          | 12          | 30          | 35          | -5          | Finale          |             | -               | -                             | -               | -               | -                    | -               |
| 1980-1981 | 2           | 1er         | 54          | 22          | 12          | 8           | 2           | 49          | 21          | +12         | Vainqueur       |             | -               | -                             | -               | -               | -                    | -               |
| 1981-1982 | 1           | 9e          | 59          | 30          | 9           | 11          | 10          | 24          | 30          | -6          | Quart de finale | Finale      | C2              | Quart de finale               | -               | -               | -                    | -               |
| 1982-1983 | 1           | 16e         | 56          | 30          | 8           | 10          | 12          | 21          | 31          | -10         | 8e de finale    |             | -               | -                             | -               | -               | -                    | -               |
| 1983-1984 | 2           | 4e          | 68          | 30          | 13          | 12          | 5           | 45          | 23          | +22         | 64e de finale   |             | -               | -                             | -               | -               | -                    | -               |
| 1984-1985 | 2           | 2e          | 69          | 29          | 13          | 11          | 5           | 39          | 20          | +19         | 16e de finale   |             | -               | -                             | -               | -               | -                    | -               |
| 1985-1986 | 2           | 2e          | 69          | 30          | 14          | 11          | 5           | 41          | 22          | +19         | 32e de finale   |             | -               | -                             | -               | -               | -                    | -               |
| 1986-1987 | 2           | 1er         | 46          | 30          | 19          | 8           | 3           | 41          | 15          | +26         | 32e de finale   |             | -               | -                             | -               | -               | Boualem Baâziz       | +7              |
| 1987-1988 | 1           | 7e          | 35          | 34          | 11          | 13          | 10          | 35          | 30          | +5          | Vainqueur       |             | -               | -                             | -               | -               | Benkhalidi           | 9               |
| 1988-1989 | 1           | 13e         | 28          | 30          | 9           | 10          | 11          | 27          | 34          | -7          | 8e de finale    |             | C2              | Quart de finale               | -               | -               | Hadj Adlane          | 7               |
| 1989-1990 | 1           | 16e         | 23          | 30          | 8           | 7           | 15          | 23          | 39          | -16         | Non disputée    |             | -               | -                             | -               | -               | Hadj Adlane          | 9               |
| 1990-1991 | 2           | 4e          | 34          | 30          | 12          | 10          | 8           | 40          | 25          | +15         | Quart de finale |             | -               | -                             | -               | -               | Hadj Adlane          | 10              |
| 1991-1992 | 2           | 3e          | 34          | 30          | 13          | 8           | 9           | 34          | 23          | +11         | 32e de finale   |             | -               | -                             | -               | -               | -                    | -               |
| 1992-1993 | 2           | 7e          | 31          | 30          | 10          | 11          | 9           | 33          | 25          | +08         | Non disputée    |             | -               | -                             | -               | -               | -                    | -               |
| 1993-1994 | 2           | 2e          | 48          | 32          | 21          | 6           | 5           | 52          | 12          | +40         | 32e de finale   |             | -               | -                             | -               | -               | -                    | -               |
| 1994-1995 | 2           | 1er         | 50          | 32          | 20          | 10          | 2           | 54          | 29          | +25         | 64e de finale   |             | -               | -                             | -               | -               | Azeddine Rahim       | 13              |
| 1995-1996 | 1           | 1er         | 60          | 30          | 19          | 3           | 8           | 39          | 24          | +15         | 1/16 de finale  |             | -               | -                             | -               | -               | Rahim                | 11              |
| 1996-1997 | 1           | 3e          | 49          | 30          | 14          | 7           | 9           | 32          | 30          | +2          | Vainqueur       |             | C1              | Phase de groupe               | -               | -               | -                    | -               |
| 1997-1998 | 1           | 2e          | 25          | 15          | 6           | 7           | 2           | 18          | 13          | +5          | 8e de finale    |             | C2              | Quart de finale               | -               | -               | -                    | -               |
| 1998-1999 | 1           | 4e          | 44          | 26          | 12          | 8           | 6           | 32          | 17          | +15         | Vainqueur       |             | C3              | Quart de finale               | -               | -               | -                    | -               |
| 1999-2000 | 1           | 12e         | 21          | 22          | 6           | 3           | 13          | 15          | 27          | -12         | 8e de finale    |             | C2              | 16e de finale                 | -               | -               | -                    | -               |
| 2000-2001 | 1           | 2e          | 55          | 30          | 15          | 10          | 5           | 51          | 28          | +23         | Vainqueur       |             | -               | -                             | -               | -               | Hadj Adlane          | 13              |
| 2001-2002 | 1           | 1er         | 57          | 30          | 17          | 6           | 7           | 37          | 24          | +13         | 16e de finale   |             | C2              | Demi-finale                   | -               | -               | Benchergui           | 10              |
| 2002-2003 | 1           | 1er         | 58          | 30          | 17          | 7           | 6           | 52          | 17          | +35         | Vainqueur       |             | C1              | Demi-finale                   | TPFBF           | Phase de groupe | Ouichaoui            | 24              |
| 2003-2004 | 1           | 2e          | 58          | 30          | 17          | 7           | 6           | 49          | 23          | +26         | Vainqueur       |             | C1              | Phase de groupe               | -               | -               | Benchergui           | 12              |
| 2004-2005 | 1           | 1er         | 67          | 30          | 21          | 4           | 5           | 55          | 27          | +28         | 32e de finale   |             | C1 C3           | Deuxième tour Quart de finale | -               | -               | Dziri                | 11              |
| 2005-2006 | 1           | 2e          | 57          | 30          | 18          | 6           | 6           | 50          | 30          | +20         | Finale          |             | C1              | Deuxième tour                 | -               | -               | Haddou               | 11              |
| 2006-2007 | 1           | 4e          | 47          | 30          | 13          | 8           | 9           | 32          | 25          | +7          | Finale          |             | C1              | Premier tour                  | -               | -               | Doucouré             | 7               |
| 2007-2008 | 1           | 4e          | 42          | 30          | 12          | 6           | 12          | 32          | 27          | +5          | 8e de finale    |             | -               | -                             | ACL             | Phase de groupe | Ammour               | 12              |
| 2008-2009 | 1           | 6e          | 48          | 32          | 13          | 9           | 10          | 38          | 31          | +7          | 32e de finale   |             | -               | -                             | ACL             | 8e de finale    | Rial                 | 7               |
| 2009-2010 | 1           | 4e          | 53          | 34          | 14          | 11          | 9           | 47          | 33          | +14         | 8e de finale    |             | -               | -                             | -               | -               | Hamidi               | 15              |
| 2010-2011 | 1           | 9e          | 38          | 30          | 9           | 11          | 10          | 32          | 28          | +4          | 32e de finale   |             | -               | -                             | -               | -               | Daham                | 11              |
| 2011-2012 | 1           | 3e          | 52          | 30          | 15          | 7           | 8           | 37          | 25          | +12         | Quart de finale |             | -               | -                             | -               | -               | Djediat              | 12              |
| 2012-2013 | 1           | 4e          | 51          | 30          | 15          | 6           | 9           | 32          | 15          | +17         | Vainqueur       |             | C3              | 8e de finale                  | UAFA            | Vainqueur       | Daham                | 12              |
| 2013-2014 | 1           | 1er         | 68          | 30          | 20          | 8           | 2           | 49          | 21          | +28         | 16e de finale   | Vainqueur   | -               | -                             | -               | -               | Ziaya, Andria, Gasmi | 6               |
| 2014-2015 | 1           | 7e          | 41          | 30          | 10          | 11          | 9           | 35          | 27          | +8          | 8e de finale    | Finale      | C1              | Finale                        | -               | -               | Youcef Belaïli       | 6               |
| 2015-2016 | 1           | 1er         | 58          | 30          | 17          | 7           | 6           | 49          | 31          | +18         | 32e de finale   |             | -               | -                             | -               | -               | Mohamed Seguer       | 12              |
| 2016-2017 | 1           | 3e          | 50          | 30          | 14          | 8           | 8           | 50          | 31          | +19         | 8e de finale    | Vainqueur   | C1              | C1                            | -               | -               | Mohamed Meftah       | 11              |
| 2017-2018 | 1           | 6e          | 42          | 30          | 11          | 9           | 10          | 43          | 35          | +9          | 8e de finale    | -           | C1              | Demi-finale                   | -               | -               | Oussama Darfalou     | 18              |
| 2018-2019 | 1           | 1er         | 53          | 30          | 15          | 8           | 7           | 49          | 29          | +20         | 8e de finale    |             | C3              | Quart de finale               | -               | -               | Prince Ibara         | 10              |
| 2019-2020 | 1           | 9e          | 29          | 22          | 9           | 5           | 8           | 25          | 25          | 0           | 16e de finale   | -           | C1              | Phase de groupe               | -               | -               | Aymen Mahious        | 12              |
| 2020-2021 | 1           | 4e          | 65          | 38          | 19          | 8           | 11          | 62          | 39          | +23         | Non disputée    | Demi-finale | -               | -                             | -               | -               | Ismail Belkacemi     | 17              |
| 2021-2022 | 1           | 4e          | 57          | 34          | 15          | 12          | 7           | 45          | 22          | +23         | Non disputée    | -           | -               | -                             | -               | -               | Belkacemi, Mahious   | 8               |
| 2022-2023 | 1           | 11e         | 40          | 30          | 11          | 7           | 11          | 31          | 27          | +4          | 32e de finale   | -           | C3              | Vainqueur                     | -               | -               | Aymen Mahious        | 11              |
| 2023-2024 | 1           | 4e          | 49          | 30          | 15          | 4           | 11          | 40          | 32          | +8          | Demi-finale     | -           | C3              | Demi-finale                   | -               | -               |                      |                 |
| 2024-2025 | 1           |             | 0           | 0           | 0           | 0           | 0           | 0           | 0           | 0           | Demi-finale     | -           | C3              | Quart de finale               | -               | -               |                      |                 |
| Total     | -           | -           | 2854        | 1618        | 729         | 445         | 444         | 2271        | 1536        | +734        | -               | -           | -               | -                             | -               | -               | -                    | -               |
|           | D           | Rang        | points      | matchs      | gagnés      | nuls        | perdu       | Buts Pour   | Buts Contre | DIFF        | Coupe           | Super Coupe | coupe d'afrique | Tour                          | coupe arabe     |                 | Buteurs              | Nombre          |